# Pseudopilolabus sumptuosus
Pseudopilolabus sumptuosus là một loài bọ cánh cứng trong họ Attelabidae. Loài này được Gory miêu tả khoa học năm 1834.